# Petras Gražulis
Petras Gražulis (ur. 28 października 1958 w miejscowości Mankūnai w rejonie olickim) – litewski polityk, poseł na Sejm, deputowany do Parlamentu Europejskiego X kadencji.

## Życiorys
W 1975 ukończył szkołę średnią. Pod koniec lat 90. studiował na Uniwersytecie Technicznym w Kownie. W czasach ZSRR był dysydentem współpracującym z organizacjami na rzecz praw człowieka i zajmującym się dystrybucją prasy katolickiej. W 1988 został aresztowany za odmowę odbycia służby wojskowej w Armii Radzieckiej.
W latach 1990–1995 zasiadał w radzie miejskiej Kowna. Od 2000 do 2003 sprawował mandat radnego rejonu kłajpedzkiego. W 1992 był jednym z założycieli, następnie do 1996 kierował prywatną spółką z ograniczoną odpowiedzialnością.
Od 1990 działał w Litewskiej Partii Chrześcijańskich Demokratów, zasiadał w najwyższych władzach tego ugrupowania. W 1996 z ramienia chadeków został posłem na Sejm. Cztery lata później jako jedyny obok Algirdasa Saudargasa przedstawiciel LKDP znalazł się w parlamencie. Po jej połączeniu ze Związkiem Chrześcijańskich Demokratów pełnił funkcję zastępcy przewodniczącego Kazysa Bobelisa. W 2004 przegrał wewnątrzpartyjne wybory na lidera partii (z Valentinasem Stundysem), opowiadając się przeciwko współpracy z konserwatywnym Związkiem Ojczyzny. Wkrótce zrezygnował z członkostwa w LKD.
W wyborach w 2004 skutecznie ubiegał się o reelekcję jako kandydat niezależny. W 2005 prowadził głodówkę, domagając się ustąpienia dwóch wysokich urzędników państwowych (w tym ministra spraw zagranicznych Antanasa Valionisa) po ujawnieniu informacji o ich związkach z rezerwą KGB.
W trakcie kadencji przystąpił do frakcji Porządek i Sprawiedliwość. W wyborach parlamentarnych w 2008 po raz czwarty uzyskał mandat poselski, wygrywając w okręgu większościowym. Także w 2012 i 2016 był wybierany do parlamentu na kolejne kadencje. W 2018 wykluczono go z frakcji Porządku i Sprawiedliwości. W wyborach w 2020 utrzymał mandat poselski jako kandydat niezależny.
Znany z homofobicznych wystąpień. W 2013 został zatrzymany przez funkcjonariuszy policji w związku z zakłócaniem Baltic Pride w Wilnie. W 2019 dziennikarze ujawnili, że wbrew oficjalnie deklarowanym konserwatywnym poglądom, nakłaniał partnerkę do dokonania aborcji. Na początku grudnia 2020 podczas zdalnego posiedzenia komisji kultury litewskiego parlamentu w jego kamerze nieoczekiwanie pojawił się półnagi mężczyzna, co wobec pokrętnych tłumaczeń posła stało się pożywką dla spekulacji o jego hipokryzji również w kwestii orientacji seksualnej.
W 2021 został przewodniczącym powstałego głównie na bazie formacji Centro partija – tautininkai Związku Narodu i Sprawiedliwości. W grudniu 2023 Sejm pozbawił go mandatu poselskiego; doszło do tego po tym, jak Sąd Konstytucyjny orzekł, że polityk w sposób rażący naruszył konstytucję i złamał przyrzeczenie, głosując w parlamencie za innego deputowanego (socjaldemokratę Linasa Jonauskasa). W 2024 z ramienia narodowców został wybrany na eurodeputowanego X kadencji.